# Hejőszalonta
Hejőszalonta ist eine ungarische Gemeinde im Kreis Tiszaújváros im Komitat Borsod-Abaúj-Zemplén.

## Geografische Lage
Hejőszalonta liegt in Nordungarn, 19 Kilometer südlich des Komitatssitzes Miskolc, 13 Kilometer westlich der Kreisstadt Tiszaújváros, an dem Fluss Hejő. Nachbargemeinden im Umkreis von drei Kilometern sind Hejőkeresztúr und Szakáld.
Die nächste Stadt Nyékládháza befindet sich sieben Kilometer nordwestlich.

## Sehenswürdigkeiten
- Reformierte Kirche, erbaut 1794–1800 (Spätbarock)
- Römisch-katholische Kapelle Szent István-iskolakápolna

## Verkehr
Durch Hejőszalonta verläuft die Landstraße Nr. 3307, nördlich des Ortes die Autobahn M30. Es bestehen Busverbindungen über Hejőkeresztúr nach Nyékládháza, über Szakáld, Hejőbába und Sajószöged nach Tiszaújváros sowie nach Nemesbikk. Der nächstgelegene Bahnhof befindet sich in Nyékládháza.